# 遠藤光徳
遠藤 光徳（えんどう みつのり、1881年〈明治14年〉2月4日 - 1973年〈昭和48年〉4月24日）は、日本の実業家、政治家。鳥取県米子市名誉市民。

## 経歴
鳥取県西伯郡外江村（現在の境港市外江町）出身。遠藤久壽の長男。1895年、弓ケ浜高等小学校を卒業。
少年時代に米子の坂口平兵衛本店に入店、店員となる。3年はただ働きだった。忠実に奉公しているうちに坂口平兵衛に認められ、同家の大番頭に挙げられる。1924年、坂口合名会社の支配人となる。
1921年、米子町会議員に当選後、米子市議会議員・鳥取県議会議員などの公職をつとめ、米子市議会議長に15年8ケ月にわたり在職する。
鋳物諸工具製造業を営む。幾多の事業に関係し、米子製鋼所、大谷オフセット印刷各社長、米子電車軌道、皆生温泉土地各取締役、山陰農具監査役などをつとめる。
1927年、米子商工会工業部々長（理事）に就任。1929年、米子商工会議所創立委員となり、設立後常議員に当選。1943年、鳥取県商工経済界評議員に就任。1946年、米子商工会議所会頭に就任。1951年まで会頭を2期つとめ、退任後は顧問に推挙される。
鳥取県信用保証協会理事長、鳥取県商工会議所連合会会長、中国地方商工会議所連合会副会長などをつとめる。1973年、92歳で亡くなる。正六位勲四等瑞宝章を追贈される。

## 人物
14歳で坂口家に奉公に出た時、坂口平兵衛に「チビでサルみたいな小僧だ」と笑われたという。遠藤はいわゆる「丁稚上りの成功者」であり、上水道の敷設、市制の施行、市庁舎の建設、米子飛行場の設置、教育、交通、商工業の伸展に多くの功績がある。
遠藤が心血を注いだ米子の上水道が、境港まで伸びた時、「これで外江の先祖の墓に日野川の水を飲ませてやれる」と喜んだ。1955年に藍綬褒章を、1964年に勲五等旭日双光章を受章する。
4人の息子のうち、3人に先立たれ、家庭的には苦労も多かった。
好物は抹茶。趣味は書画、読書。宗教は仏教。住所は米子市西倉吉町。

## 家族・親族
遠藤家
- 父・久壽[7]
- 妻（1889年 - ?、鳥取、高多信造[注 3]の妹）[7][8]
- 長男、二男、三男、四男、長女[6]

親戚
- 妹ひさよの夫・武内寛次[7]（礦油輸入商、米子製鋼所監査役）[11]